# 坂崎一彦
坂崎 一彦（さかざき かずひこ、1938年1月5日 - 2014年1月28日）は、大阪府豊中市出身のプロ野球選手（外野手）。

## 経歴

### プロ入りまで
1953年浪華商業高校（現・大阪体育大学浪商高等学校）に入学。投手から野手に転向し、2年生の1954年に右翼手として春の選抜に出場する。2回戦でこの大会に優勝した飯田長姫高のエース光沢毅に抑えられ敗退。翌1955年の春の選抜では「4番打者・中堅手」として出場。チームは順調に勝ち上がり、決勝戦で桐生高校と対戦。桐生高校監督の稲川東一郎は坂崎に対して勝負を避ける選択を取る。坂崎は2打席敬遠されたが、第3打席に桐生高エースの今泉喜一郎は勝負し、その打席で2点本塁打を放つ。結局、浪華商は延長11回にサヨナラ勝ちして、18年ぶり2回目の優勝を飾った。この大会での坂崎の成績は15打数9安打、打率.600、2本塁打、8敬遠であったが、その打棒は新聞に「坂崎大明神」と書かれるほどであった。後年、坂崎は「桐生は普通にやっても強いチームだった。敬遠に対して怒るような気持ちは全くない。ただ、妙な作戦を取るものだとは思った。自分の後ろを打っている山本八郎もよく打っていたからね。」と語っている。同年の夏の甲子園にも出場するが、1回戦で前岡勤也を擁する新宮高に敗れ、春夏連覇はならなかった。その後は高校日本代表としてハワイ遠征のメンバーに選出された。チームメートに谷本隆路、広島尚保の両投手、山本八郎、勝浦将元がおり、谷本以外はプロ入りしている。

### 現役時代
1956年に巨人に入団。パワフルな打撃で入団1年目から86試合に出場し、外野手の控えとなるが、身体が硬いために内角の速球に付いていけずに追い込まれ、高めのボールに手を出して三振するパターンが多く低打率にあえいだ。打法をコンパクトなフォームに変え、3年目の1958年に中堅手、右翼手として78試合に先発出場。肩も強く、同年は10補殺を記録している。レギュラーに定着し、初めてオールスターゲームに出場する。同年の西鉄との日本シリーズでは全7試合に先発、19打数4安打、2打点を記録した。1959年には3番、5番打者を務め、打率.284（リーグ4位）、15本塁打、64打点を記録、ベストナインを受賞した。4番打者としても8試合に起用されている。同年の天覧試合にも出場し、5回裏に長嶋茂雄に続く連続本塁打を放っている。南海との日本シリーズでは4連敗を喫するが、第3戦では9回裏に杉浦忠から同点本塁打を放つなど、16打数5安打、2打点と気を吐いた。1960年は打率.202と低迷しレギュラーを奪われるが、1961年から1963年にかけては長嶋茂雄・王貞治とクリーンナップを組んで5番を打つ。1961年の南海との日本シリーズは不振が続いたが、最終第6戦の延長10回にジョー・スタンカから日本一を決める決勝適時打を放った。翌1962年は打率.276（リーグ7位）、6本塁打、44打点を挙げ三度目のオールスターゲーム出場を果たした。また1963年には代打としても36回起用され、30打数11安打で打率.367とリーグトップの代打率を残している。
1964年に代打では打率.417を記録するものの、シーズンでは打率.237と打撃が低迷すると、同年オフに巨人から坂崎・山崎正之・池沢義行、東映から吉田勝豊・安藤元博・石原碩夫の3対3の交換トレードで東映フライヤーズに移籍する。移籍1年目の1965年は右翼手の定位置を確保し123試合に出場して、打率.258、11本塁打、45打点を記録。特に代打では36打数17安打で打率.472という驚異的な成績を残す。しかし翌1966年は白仁天が外野手に回り、出場機会が減る。1967年限りで現役を引退した。

### 現役引退後
引退後は、家業の電気工事店を継いだ。また、全国野球振興会会員でもあった。
2014年1月28日午前1時40分、胃癌のため大阪府豊中市の病院で死去。76歳没。

## 選手としての特徴
プロ入り後、苦手な内角速球や変化球に対応するために、コンパクトなスイングに打法を変えた。このことについて坂崎自身は選手生活が短くなったとしても、高校時代の思い切ったバッティングをプロでも続けたかったと語っていたという。
大洋のエース・秋山登を得意とした。秋山は最も印象深い対戦相手として坂崎を挙げ「坂崎はどんな投法をもってしても抑えられなかった。投げる球投げる球ことごとくジャストミートされた。長島や王など問題にならないくらい、いいバッターでした」と語っている。

## 詳細情報

### 年度別打撃成績
| 年 度      | 球 団      | 試 合 | 打 席 | 打 数 | 得 点 | 安 打 | 二 塁 打 | 三 塁 打 | 本 塁 打 | 塁 打 | 打 点 | 盗 塁 | 盗 塁 死 | 犠 打 | 犠 飛 | 四 球 | 敬 遠 | 死 球 | 三 振 | 併 殺 打 | 打 率 | 出 塁 率 | 長 打 率 | O P S |
| ---------- | ---------- | ----- | ----- | ----- | ----- | ----- | -------- | -------- | -------- | ----- | ----- | ----- | -------- | ----- | ----- | ----- | ----- | ----- | ----- | -------- | ----- | -------- | -------- | ----- |
| 1956       | 巨人       | 86    | 170   | 162   | 15    | 35    | 8        | 2        | 1        | 50    | 24    | 4     | 1        | 0     | 1     | 5     | 1     | 2     | 29    | 1        | .216  | .249     | .309     | .557  |
| 1957       | 巨人       | 86    | 223   | 202   | 20    | 36    | 10       | 4        | 0        | 54    | 11    | 0     | 3        | 2     | 1     | 16    | 0     | 2     | 45    | 1        | .178  | .245     | .267     | .513  |
| 1958       | 巨人       | 108   | 330   | 298   | 30    | 73    | 14       | 3        | 5        | 108   | 28    | 5     | 5        | 3     | 1     | 24    | 1     | 4     | 57    | 1        | .245  | .310     | .362     | .672  |
| 1959       | 巨人       | 122   | 506   | 433   | 66    | 123   | 14       | 9        | 15       | 200   | 64    | 4     | 3        | 4     | 3     | 64    | 0     | 2     | 76    | 7        | .284  | .379     | .462     | .841  |
| 1960       | 巨人       | 104   | 232   | 213   | 18    | 43    | 6        | 0        | 11       | 82    | 31    | 2     | 1        | 2     | 1     | 14    | 2     | 2     | 56    | 5        | .202  | .258     | .385     | .643  |
| 1961       | 巨人       | 114   | 374   | 340   | 30    | 87    | 18       | 3        | 9        | 138   | 47    | 5     | 1        | 4     | 5     | 23    | 0     | 2     | 57    | 3        | .256  | .307     | .406     | .713  |
| 1962       | 巨人       | 126   | 466   | 413   | 40    | 114   | 20       | 4        | 6        | 160   | 44    | 7     | 2        | 2     | 1     | 47    | 2     | 2     | 80    | 8        | .276  | .353     | .387     | .740  |
| 1963       | 巨人       | 118   | 332   | 293   | 26    | 80    | 11       | 1        | 9        | 120   | 41    | 1     | 5        | 5     | 1     | 30    | 1     | 2     | 42    | 8        | .273  | .345     | .410     | .754  |
| 1964       | 巨人       | 114   | 324   | 283   | 27    | 67    | 12       | 0        | 5        | 94    | 38    | 3     | 0        | 7     | 2     | 30    | 1     | 2     | 53    | 4        | .237  | .314     | .332     | .646  |
| 1965       | 東映       | 123   | 307   | 275   | 25    | 71    | 9        | 1        | 11       | 115   | 45    | 3     | 4        | 1     | 4     | 25    | 0     | 2     | 54    | 7        | .258  | .325     | .418     | .743  |
| 1966       | 東映       | 70    | 111   | 96    | 3     | 19    | 4        | 0        | 1        | 26    | 11    | 0     | 0        | 1     | 1     | 11    | 1     | 2     | 26    | 2        | .198  | .294     | .271     | .564  |
| 1967       | 東映       | 36    | 35    | 29    | 2     | 7     | 0        | 0        | 1        | 10    | 3     | 0     | 0        | 1     | 0     | 4     | 1     | 1     | 9     | 0        | .241  | .353     | .345     | .698  |
| 通算：12年 | 通算：12年 | 1207  | 3410  | 3037  | 302   | 755   | 126      | 27       | 74       | 1157  | 387   | 34    | 25       | 32    | 21    | 293   | 10    | 25    | 584   | 47       | .249  | .320     | .381     | .701  |

- 各年度の太字はリーグ最高

通算代打成績:起用数391、334打数98安打、打率.293、75打点

### 表彰
- ベストナイン：1回（1959年）

### 記録
節目の記録
- 1000試合出場：1965年5月15日 ※史上93人目

その他の記録
- オールスターゲーム出場：3回 （1958年、1959年、1962年）

### 背番号
- 19（1956年 - 1961年）
- 8（1962年 - 1964年）
- 3（1965年 - 1967年）